# Mico manicorensis
El tití de Manicoré (Mico manicorensis) es una especie de primate platirrino de la familia Callitrichidae. Debe su nombre al Manicoré un afluente del Amazonas a lo largo del curso del cual especies se descubrió a unos 300 km al sur de Manaus.
Mide unos 50 cm de los cuales más de la mitad pertenecen a la cola con un peso de 350 gramos. El pelo es blanco con tonos plateados en la espalda, la cabeza y el cuello son grises, mientras que el vientre es amarillo-naranja y la cola es negra. La cara y las orejas son desnudas y rosas.